# Gilmar Mayo
Gilmar Jalith Mayo Lozano (departamento de Chocó, 30 de setembro de 1969) é um antigo atleta colombiano, especialista em salto em altura. O seu recorde pessoal é de 2.33 m, alcançado numa prova disputada em altitude (1400 m) na cidade colombiana de Pereira. Esta marca constitui, atualmente, o recorde sul-americano.
Foi campeão ibero-americano em 1994, 2000 e 2002 e campão sul-americano em 1991, 1995, 1997 e 2005.
Participou dos Jogos Olímpicos de Atlanta 1996 e Sydney 2000, em ambos não chegando à final.
Numa determinada fase da sua carreira, também se dedicou ao triplo salto, onde apresenta um registo de 16.04 m, feito em 1994.